# ∂
∂(HTML 요소: &#8706; 또는 &part;, 유니코드: U+2202)는 그리스 문자 델타(δ)의 변형이다. 주로 {\displaystyle {\frac {\partial z}{\partial x}}}(“x에 대한 z의 편미분”이라 읽음)와 같은 식으로 편미분을 나타내는 수학 기호로 사용된다.
∂는 또한 다음과 같은 개념에도 사용된다.
- 야코비 행렬 {\displaystyle {\frac {\partial (x,y,z)}{\partial (u,v,w)}}}.
- 위상기하학에서 집합의 경계
- 호몰로지 대수학에서 사슬 복합체의 경계 연산자
- 미분 등급 대수의 경계 연산자
- 복소 미분 형식의 돌보 연산자

이 기호는 “델”(del), “디”(dee) 또는 “편偏 디”(partial dee), "라운드(round)", "파셜" 이라고 부른다.

## 같이 보기
- 달랑베르 연산자